# Rollin Hamilton
Pour les articles homonymes, voir Hamilton.
Rollin "Ham" Hamilton (28 octobre 1898 - 3 juin 1951)  était un animateur et dessinateur américain.
Il débuta en 1924 en Californie aux Studios Disney comme dessinateur. Il fut le premier embauché des studios mais il les quitte en 1926 avec Hugh Harman et Rudolf Ising. Walt Disney embauche pour le remplacer Friz Freleng (il quittera Disney en 1929 et rejoindra la Warner en 1934).
Le trio Hamilton-Harman-Ising aidera à fonder les studios d'animation de Warner Bros.. Hamilton quittera Warner en 1930. De 1934 à 1939, il anime la série des Bosko au sein du studio Harman-Ising.
Il meurt en 1951 d'une attaque cardiaque.